# Freddrick Jackson
 (avril 2025).
Pour les articles homonymes, voir Jackson.
Freddrick Jackson est un tueur en série américain qui assassiné par arme à feu quatre personnes à Little Rock en Arkansas, de juin 2020 à avril 2022, alors qu'il est adolescent. Il plaide coupable et est condamné à 50 ans de prison,.

## Jeunesse
Les dossiers de police montrent que la police de Little Rock est appelée à propos de Jackson sept fois différentes entre 2015 et 2018 et détaillent des occasions où Jackson menace de frapper un principal adjoint de son école à 11 ans jusqu'à des combats à 14 ans qui laissent un élève avec un œil enflé et ont été cités de nombreuses fois pour des accusations allant de la conduite désordonnée, de la batterie de troisième degré et du vol par réception. Dans quelques cas, ses parents sont appelés, et d'autres fois, il est suspendu de l'école. L'oncle de Jackson, Bradley Blackshire, est abattu par un policier de Little Rock en 2019, et sa mère enceinte est abattue en 2020.

## Victimes
- Nicholas Jones, 2 juin 2020[4]
- Daishaun Allen, 15 juin 2020[5]
- Victime non nommée, 20 février 2021
- Dolan Goff, 7 avril 2022[6]

## Réactions
Le maire de Little Rock, Frank Scott Jr., adresse le conseil municipal de Jackson, dans lequel il déclare que "l'un des individus qui provoque beaucoup de criminalité, l'une des personnes les plus violentes de notre ville, a 17 ans".